# Вассоевич, Андрей Леонидович
Андре́й Леони́дович Вассоевич (род. 12 июня 1954, Ленинград) — советский и российский историк-востоковед, египтолог, доктор философских наук, кандидат исторических наук, профессор, директор Института востоковедения РГПУ имени А. И. Герцена (с 2018 года), профессор Санкт-Петербургской духовной академии (в 1999—2015 годах), исследователь духовного мира народов Древнего Востока.

## Биография
Андрей Вассоевич родился в семье художников. В 1965—1972 годах учился в средней художественной школе при Институте живописи, скульптуры и архитектуры имени Репина Академии художеств СССР. В 1972 году поступил на отделение ассириологии кафедры истории стран Древнего Востока восточного факультета Ленинградского государственного университета. В 1977 году окончил ЛГУ. С 1980 года под руководством Юрия Перепёлкина работал над кандидатской диссертацией в качестве соискателя в Ленинградском отделении Института востоковедения АН СССР. Работал в Ленинградском отделе Института истории и естествознания АН СССР, где переводил хирургический папирус Эдвина Смита (1550-е годы до н. э.).
В 1985 году в Институте востоковедения защитил кандидатскую диссертацию «Нефть в хозяйственной и культурной жизни древних обществ Передней Азии и Египта» (научный руководитель — академик Борис Пиотровский).
В 1990—1993 годах — докторант Института философии АН СССР. В 1995 году в Российском институте культурологии защитил докторскую диссертацию «Духовный мир народов классического Востока (историко-психологический метод в историко-философском исследовании)».
С 1992 года работает на кафедре политической психологии СПбГУ.
В 1996—2010 годах был профессором кафедры всеобщей истории РГПУ имени А. И. Герцена. С 2005 года — профессор по кафедре всеобщей истории.
В 1999—2015 годах — профессор Санкт-Петербургской духовной академии, где преподавал историю Древнего Востока, историю Древнего мира, латинский и древнееврейский языки, христианскую культурологию и палеографию.
С 2008 года профессор кафедры истории нового и новейшего времени исторического факультета СПбГУ. В 2015 году возвратился в РГПУ в должности профессора Института философии человека. С 2018 года — директор Института востоковедения РГПУ.
С 2015 года — ректор Санкт-Петербургской восточной академии.
С 2001 года — автор и ведущий радиопередачи «Петербургский исторический клуб» телерадиокомпании «Петербург». Редактор межгосударственной телерадиокомпании «Мир».
В 2009—2015 годах — ведущий научный сотрудник Российского института стратегических исследований, создатель Санкт-Петербургского регионального информационно-аналитического центра РИСИ.
В 2005 году избран действительным членом Петровской академии наук и искусств.
С 2011 года — член Санкт-Петербургского Союза художников России.
С 2017 года — действительный член Академии геополитических проблем.
С 2018 года — член общественного совета при Комитете по внешним связям администрации губернатора Санкт-Петербурга.

## Научная деятельность
Основные сферы научных интересов — духовный мир народов Древнего Востока, идеологии XX в.
В докторской диссертации «Духовный мир народов классического Востока (историко-психологический метод в историко-философском исследовании)» и монографии, изданной на ее основе (1998), автор предлагает в качестве инструмента исследования комплексный историко-психологический метод, основанный на учении С. Грофа о базовых перинатальных матрицах, с помощью которого были разработаны основы психологической теории менталитета, основывающейся на изучении древнейших письменных памятников. Исследована взаимосвязь между землетрясениями и социальной напряженностью, изучены вавилоно-ассирийские пророчества, связанные с загрязнением окружающей среды нефтью. Тематика, связанная с использованием нефти в древности, впервые прозвучала в кандидатской диссертации «Нефть в хозяйственной и культурной жизни древних обществ Передней Азии и Египта» (1985). Опираясь на предложенный метод, автор объясняет отсутствие «времен» в глагольных системах древних семито-хамитских языков, исходя из принципа экономии речевых усилий, анализирует древневосточную традицию о пророческих снах и философию пророчеств.
По А. Л. Вассоевичу, условия внутриутробного существования плода и обстоятельства его прохождения через родовой канал определяют направленность базовых психических ориентаций человека. Автор пытается соотнести историческую психологию с этнопсихологией и медициной (нейрофизиологией и акушерством).
С начала 2000-х годов исследователь применял предложенный метод уже для анализа событий XX в., характеризуя такие понятия как «гражданская психология», «юбилейное сознание русских», «информационная война», разрабатывая проблематику психологии контрглобализации и другие вопросы политической психологии.
В 2019 году А. Л. Вассоевич подготовил и издал блокадный дневник своей матери Татьяны Вассоевич, содержащий записи с первого дня войны до мая 1945 года.

## Критика
Российский шумеролог В. В. Емельянов, анализируя новые подходы в изучении Древнего Востока, затрагивает и работы А. Л. Вассоевича. По его мнению, наиболее ценной методологической стороной в них является объяснение политики и идеологии средствами психологии и медицины. Тем не менее, по В. В. Емельянову, автор допускает ряд методологических сбоев. Цитируя отрывок из надписи ассирийского царя о жестокости ассирийцев в отношении пленных, он делает вывод: «Странный сплав агрессивности и сексуальности, характерный как для только что приведенных клинописных текстов, так и для всей ассирийской цивилизации в целом, поддается, однако, вполне удовлетворительному объяснению с позиций трансперсональной психологии, включающей в себя учение о базовых перинатальных матрицах. Если у людей в период их внутриутробного развития нарушалось исходное равновесие внутриматочного существования — вначале тревожными химическими сигналами, а затем мышечными сокращениями, в их подсознании физическая боль, тревога и агрессивность в сочетании с сильнейшим сексуальным возбуждением образуют единый сплав» (Вассоевич, 1998, 97-98). В. В. Емельянов задается вопросом, можно ли на основании этих данных делать обобщающие выводы о жестокости всего ассирийского народа и, если все ассирийцы жестоки, значит ли это, что все они рождались в абсолютно одинаковых условиях с нарушением прохождения через родовой канал?
Критикуются суждения об измененных состояниях сознания в условиях длительной изоляции человека. Ю. Я. Перепелкин, на которого ссылается Вассоевич, рассказывал ему о своих видениях, отождествляя их с египетскими категориями ка и ба. На основании этого Вассоевич пытается определить смысл обеих категорий через интерпретацию снов и видений Перепелкина (Вассоевич, 1997, 174—181). По В. В. Емельянову, некорректно без доказательств отождествлять видения современного человека с субъективными представлениями человека ранней древности.

## Основные работы
- Загадка Амонрасонтэра или примечание к третьему правилу Курта Зэте // ВДИ. № 3 (1981). С. 111—115.
- К основам египетского вокализма // Вопросы языкознания. № 4.1983. С. 130—135.
- Редуцированные гласные в египетском языке VII в. до н. э. (по ассирийским клинописным передачам египетских имен собственных) // ВДИ. 1983. № 3. С. 88-95.
- Еще раз об основном законе звукового строя египетского языка // Древний и средневековый Восток. М., 1985. С. 12-29.
- Социальные группы Египта в условиях ассирийского завоевания // Социальные группы традиционных обществ Востока. Ч. I. М., 1985. С. 3-16.
- Пе-крур — князь Пе-Сопта (К жизнеописанию египетского повелителя времени XXV царского дома) // Древний и средневековый Восток. Ч. 1. М., 1988. С. 18-22.
- Хирургический папирус Эдвина Смита (Опыт комплексного источниковедческого исследования) // Архив истории науки и техники. Вып. I. М., 1995. С. 86-144.
- Духовный мир народов классического Востока: (Ист.-психол. метод в ист.-филос. исслед.). СПб.: Алетейя, 1998. 537,[2] с.[1]
- О дезинформационных переводах еврейских каббалистических текстов // Христианское чтение. 2005. № 24. С. 111‒127.
- Л.Д Троцкий на пути к выдворению и насильственной смерти // Следствие продолжается… Хроники политических преступлений. воспоминания сотрудников следственного подразделения. СПб., 2009. С. 9-59.
- Нацистская русофобия перед судом истории (к 65-летию завершения Нюрнбергского процесса) // Труды кафедры истории Нового и новейшего времени. 2011. № 7. С. 73-90.
- Арабская версия египетских царских списков Манефона // И земля в ликовании…. Сборник статей в честь Г. А. Беловой. Под ред. С. В. Иванова и Е. Г. Толмачёвой. Москва, 2015. С. 353—359.
- Вассоевич Т. Военный дневник и блокадные письма. 22 июня 1941 — 1 июня 1945 / сост., отв. ред., автор вст. ст. А. Л. Вассоевич. СПб., 2019. 344 с.[9]